# Basra Sports City Stadium
Le Basra Sports City Stadium (en arabe : مدينة البصرة الرياضية) est un stade situé à Bassorah, dans le Sud de l'Irak. Inauguré en 2013, il dispose d'une capacité de 65 227 personnes. 